# Свадбени марш (филм)
Свадбени марш је југословенски телевизијски филм из 1995. године. Режирао га је Александар Ђорђевић а сценарио је написао Зоран Божовић.